# باشگاه ورزشی داکوتا
باشگاه ورزشی داکوتا معروف به اس‌وی داکوتا یا به سادگی داکوتا یک باشگاه فوتبال آروبایی مستقر در اورنجستاد، داکوتا است که در حال حاضر در دسته اول آروبا بازی می‌کند.

## افتخارات
- لیگ برتر آروبا: ۱۷ قهرمانی
- لیگ دسته اول: ۱ قهرمانی
- جام حذفی: ۲ قهرمانی
- جام جولیانا: ۶ قهرمانی